# Evgenij Ševčuk
Evgenij Vasil'evič Ševčuk ((Евге́ний Васи́льевич Шевчу́к), in ucraino Jevhen Vasyl'ovyč Ševčuk (Євге́н Васи́льович Шевчу́к); Rîbnița, 19 giugno 1968) è un politico moldavo transnistriano, di origine ucraina.

## Biografia
Dal dicembre 2011 al dicembre 2016 è stato Presidente della Transnistria, Stato non riconosciuto, parte della Moldavia.